# 强大号铁甲舰
“强大”号铁甲舰（Formidabile）是强大级铁甲舰的首舰，也是刚成立的意大利皇家海军建造的第一艘这种类型的军舰。“强大”号及其姊妹舰“可畏”号都是在法国建造的。“强大”号于1860年12月开建，1861年10月下水，1862年5月完工。该舰是一艘船旁列炮铁甲舰，装备了4门203（8英寸）舰炮和16门164（6.5英寸）舰炮。
在1866年的第三次意大利独立战争期间，该舰参加了在利萨岛附近的攻击行动。在行动中主要负责压制主要港口附近的奥地利岸防炮工事，但也因此受到重创而无法参加随后爆发的利萨海战。战后由于意大利海军预算大幅削减以及更多现代化装备的出现，本舰的服役生涯受到了限制。从1887年开始，“强大”号被用作训练船并最终在1903年被废弃并拆解。

## 设计
“强大”号全长65.8（215英尺11英寸），舷宽14.44米（47英尺5英寸），平均吃水5.45米（17英尺11英寸），在常规载荷下排水量2,682長噸（2,725公噸），满载情况下2,807長噸（2,852公噸）。该舰的推进系统由包括一台单胀船用蒸汽机，该蒸汽机驱动一具单螺旋桨，蒸汽则由六座燃煤矩形火管锅炉提供，锅炉产生的废气通过单座烟囱排出。在1,080匹指示馬力（810千瓦特）的功率输出下，本舰最高航速为10節（19每小時；12英里每小時）。在最高航速下，本舰续航里程可达1,300海里（2,400；1,500英里）。作为蒸汽机动力的补充，本舰还装备了纵帆装具。在常规配置下，本舰一般配备371名军官和士兵。
“强大”号在计划建造阶段被设计成为装甲水上炮台，但是在建造开始后被重新设计成一艘可远海航行的船旁列炮铁甲舰。其装载的主炮组也由一开始的30门减少为20门，其中4门203（8英寸）、16门164（6.5英寸）來福線前膛砲。这些舰炮都以传统的舷侧方式布置。1878年，舰上的火炮被减少为8门203（8英寸）炮。1887年，随着本舰被改为训练船，舰炮也进一步减少为6门4.7英寸（119）炮。本舰的舰体为木制，外面包裹着109（4.3英寸）厚的熟铁装甲。

## 服役历史
“强大”号最初由撒丁王国海军于1860年12月在法国拉塞讷的地中海鐵工及造船公司下订单开建。本舰于1861年10月1日下水，1862年5月完工。而在此时，撒丁王国海军已经被重组为刚成立的意大利王国的皇家海军。1866年6月意大利在第三次独立战争中向奥地利宣战，与此同时普奥战争也在进行中。意大利舰队指挥官卡洛·佩利翁·德·佩尔萨诺海军上将在战争爆发初期采取谨慎策略，尽量避免与奥地利舰队的交战，而事实上奥地利舰队比意大利要弱很多。尽管佩尔萨诺公开表示只是要等待从英国建成回来的撞角铁甲舰“铅锤”号入队，但他的不作为极大的削弱了舰队的士气，也遭到很多下属公开指责其懦弱。
1866年6月27日，奥地利海军舰队指挥官威廉·冯·特格特霍夫将舰队带到安科纳以试图引开意大利方面的注意力。于是佩尔萨诺在“卡里尼亚诺王子”号铁甲舰上召开了一次军事会议以决定是否出兵与特格特霍夫交战。然而此时特格特霍夫已经从安科纳撤退，这使得佩尔萨诺的决定变得毫无意义。时任意大利海军部长阿戈斯蒂诺·德普雷蒂斯敦促佩尔萨诺采取有效行动并建议他主动出击占领利萨岛以帮助意大利军队内部在库斯托扎战役中失利后恢复军心。于是佩尔萨诺在7月7日离开安科纳在亚得里亚海域进行了一次徒劳无获的扫荡行动并最终于13日返回。

### 利萨海战
1866年7月16日，佩尔萨诺率领意大利舰队离开安科纳前往利萨岛并于18日抵达，随队还有装载3000名士兵的运载船。意大利方面以军舰对奥地利在岛上的要塞进行炮击，意图在要塞被压制后让士兵登陆。此时的“强大”号与其姊妹舰“可畏”号、铁甲舰“葡萄牙国王”号、“玛利亚·皮亚皇后”号以及岸防舰“瓦雷泽”号一起编在第三分舰队内。作为回应，奥地利海军派出特格特霍夫率领的舰队攻击意大利舰只。炮击奥地利要塞的作战失败后，意大利军队于18日撤退，准备第二天早上再次发起进攻。佩尔萨诺下令“强大”号进入维斯港湾攻击麦当娜炮台，由“卡斯特尔菲达多”号、“安科纳”号以及“卡里尼亚诺王子”号等铁甲舰负责支援。
进入港口后，意大利舰队就发现无法四艘铁甲舰同时发动攻击，因此只能留下“强大”号单独对付岸防炮台。在炮击结束后，舰长西蒙尼·安东尼奥·圣邦向佩尔萨诺报告说舰上已经有50多人伤亡，尽管舰上的装甲没有被击穿，但在奥地利炮火攻击下舰体已经受到了严重破坏。于是圣邦率领该舰向西转移准备在那将伤员转移到医疗船上。第二天当“强大”号与医疗船会合时，特格特霍夫率领的奥地利舰队出现了。佩尔萨诺立刻命令“强大”号返回战线，但圣邦回报无法继续参加战斗并撤退回了安科纳。在接下来的战斗中，意大利舰队被击败，铁甲舰“意大利国王”号和“帕莱斯特罗”号被击沉。

### 晚期生涯
战斗结束后，佩尔萨诺被乔瓦尼·瓦卡海军上将接替，后者接到命令攻击奥地利在普拉的主要海军基地，但是在正式行动开始之前战争就结束了。战争结束后，意大利政府对海军舰队的作用失去了信心，并大幅削减了海军预算。由于预算削减严重，导致在1870年9月意大利统一战争中，海军在调动其铁甲舰队进攻奇维塔韦基亚时遇到了极大的困难。相反的是，很多舰只被搁置起来，被征召来当船员的水手也被遣送回家。此外，作为船旁列炮铁甲舰的“强大”号在的国际上迅速发展的海军舰艇设计潮流中被超越。先是中央炮房舰，然后是炮塔舰的迅速兴起，使得作为第一代铁甲舰的“强大”号及其姊妹舰被迅速淘汰。在1872-1873年间，该舰装备了新的锅炉。1878年，舰载武装减少为8门8英寸炮。1887年，该舰退出了一线服役任务，此后被用作炮兵训练船。这时其舰载武器被进一步削减为6门4.7英寸（120）炮。该舰一直担任这一职务，直到1903年被从海军序列上除籍，随后被拆解出售。

## 脚注

### 引文
1. ↑  全国科学技术名词审定委员会 2019，第240頁.
2. ↑  全国科学技术名词审定委员会 2019，第68頁.
3. ↑  张恩东 2018，第230頁.
4. 1 2  陈悦 2015，第234頁.
5. ↑  李昊 2020，第15頁.
6. ↑  《英汉舰船科技词汇》编辑组 1975，第551頁.
7. 1 2 3 4  Fraccaroli，第337頁.
8. ↑  袁随善 & 何志刚 1992，第159頁.
9. ↑  鄺智文 & 蔡耀倫 2018，第39頁.
10. ↑  袁随善 & 何志刚 1992，第239頁.
11. ↑  鄭觀 & 張孝達 2010，第37頁.
12. ↑  Fraccaroli，第334, 337頁.
13. ↑  Sondhaus 1994，第1頁.
14. ↑  毛红梅 2020，第598頁.
15. ↑  张恩东 2018，第237頁.
16. ↑  Greene & Massignani，第217–222頁.
17. ↑  朱鸿飞 2016，第58頁.
18. ↑  布鲁斯·泰勒 2021，第265頁.
19. ↑  张恩东 2018，第232頁.
20. ↑  Wilson，第216–218頁.
21. 1 2  张恩东 2018，第233頁.
22. 1 2 3  张恩东 2018，第234頁.
23. ↑  Sondhaus 1994，第1–2頁.
24. ↑  Wilson，第219–223頁.
25. ↑  顾慧丽 1998，第236頁.
26. ↑  Wilson，第223, 225, 232, 238–241, 250頁.
27. ↑  Wilson，第251頁.
28. ↑  Fraccaroli，第336頁.
29. 1 2  张黎源 2020，第222頁.
30. ↑  张恩东 2018，第1頁.
31. ↑  李昊 2020，第57頁.
32. ↑  Sondhaus 2001，第112頁.